# Hugo Rodríguez (ur. 1990)
Hugo Isaác Rodríguez de la O (ur. 8 czerwca 1990 w Guadalajarze) – meksykański piłkarz występujący na pozycji środkowego obrońcy, reprezentant Meksyku, od 2019 roku zawodnik Santosu Laguna.

## Kariera klubowa
Rodríguez pochodzi z miasta Guadalajara i jest wychowankiem akademii juniorskiej tamtejszego zespołu Club Atlas. Do pierwszej drużyny został włączony jako dziewiętnastolatek po kilku latach występów w drugoligowych rezerwach – Académicos de Tonalá – przez argentyńskiego szkoleniowca Carlosa Ischię i w meksykańskiej Primera División zadebiutował 10 kwietnia 2010 w wygranym 2:0 spotkaniu z Pachucą. Początkowo pełnił jednak rolę rezerwowego i podstawowym zawodnikiem swojej drużyny został dopiero za kadencji trenera Benjamína Galindo, w lutym 2011. Premierowego gola w najwyższej klasie rozgrywkowej strzelił 30 lipca 2011 w przegranej 1:2 konfrontacji z Cruz Azul, a ogółem barwy Atlasu reprezentował bez większych sukcesów przez trzy lata.
Wiosną 2013 Rodríguez za sumę 2,5 miliona dolarów przeszedł do ekipy Tigres UANL z siedzibą w Monterrey, gdzie jednak nie potrafił wywalczyć sobie miejsca w wyjściowym składzie, pozostając wyłącznie alternatywą dla Hugo Ayali oraz Juninho. Już po upływie roku udał się na wypożyczenie do CF Pachuca, z którym w wiosennym sezonie Clausura 2014 zanotował wicemistrzostwo kraju, a ogółem występował tam przez rok, mając pewną pozycję na środku obrony. Po powrocie do Tigres wciąż jednak notował sporadyczne występy, wobec czego w lipcu 2015 ponownie udał się na wypożyczenie do Pachuki. Przez pierwsze sześć miesięcy regularnie pojawiał się na boiskach, lecz bezpośrednio po tym stracił miejsce w składzie na rzecz nowych nabytków klubu – Omara Gonzaleza i Óscara Murillo. Właśnie jako rezerwowy w zespole prowadzonym przez Diego Alonso, w wiosennym sezonie Clausura 2016 wywalczył z Pachucą mistrzostwo Meksyku.
W lipcu 2016 Rodríguez został ściągnięty przez Enrique Mezę – swojego byłego trenera z Pachuki – do prowadzonej przez niego drużyny Monarcas Morelia.

## Kariera reprezentacyjna
W październiku 2011 Rodríguez został powołany przez szkoleniowca Luisa Fernando Tenę do reprezentacji Meksyku U-23 na Igrzyska Panamerykańskie w Guadalajarze. Tam wystąpił w trzech z pięciu możliwych spotkań (we wszystkich po wejściu z ławki), pełniąc wyłącznie rolę rezerwowego, zaś jego drużyna – pełniąca wówczas rolę gospodarzy – wywalczyła ostatecznie złoty medal na męskim turnieju piłkarskim, pokonując w finale Argentynę (1:0). W marcu 2012 znalazł się w składzie na północnoamerykański turniej kwalifikacyjny do Igrzysk Olimpijskich w Londynie, podczas którego zanotował występy w dwóch na pięć możliwych meczów, natomiast Meksykanie triumfowali w eliminacjach, pokonując w finale po dogrywce Honduras (2:1). Miesiąc później wziął udział w prestiżowym towarzyskim Turnieju w Tulonie – tam pełnił jednak rolę głębokiego rezerwowego i ani razu nie pojawił się na boisku. Jego kadra okazała się natomiast zwycięzcą rozgrywek po pokonaniu w finale Turcji (3:0).
W seniorskiej reprezentacji Meksyku Rodríguez zadebiutował za kadencji selekcjonera Miguela Herrery, 12 listopada 2014 w wygranym 3:2 meczu towarzyskim z Holandią.

## Statystyki kariery

### Klubowe
| Académicos | 2007–2008 | Meksyk | Ascenso MX | 14  | 0 | —  | — | —        | — | — | 14  | 0  |
| Académicos | 2008–2009 | Meksyk | Ascenso MX | 14  | 0 | —  | — | —        | — | — | 14  | 0  |
| Atlas      | 2009–2010 | Meksyk | Liga MX    | 3   | 0 | —  | — | —        | — | — | 3   | 0  |
| Atlas      | 2010–2011 | Meksyk | Liga MX    | 9   | 0 | —  | — | —        | — | — | 9   | 0  |
| Atlas      | 2011–2012 | Meksyk | Liga MX    | 25  | 4 | —  | — | —        | — | — | 25  | 4  |
| Atlas      | 2012–2013 | Meksyk | Liga MX    | 14  | 1 | 1  | 0 | —        | — | — | 15  | 1  |
| UANL       | 2012–2013 | Meksyk | Liga MX    | 3   | 0 | —  | — | LMC      | 1 | 0 | 4   | 0  |
| UANL       | 2013–2014 | Meksyk | Liga MX    | 3   | 0 | 4  | 0 | —        | — | — | 7   | 0  |
| Pachuca    | 2013–2014 | Meksyk | Liga MX    | 15  | 3 | 8  | 0 | —        | — | — | 23  | 3  |
| Pachuca    | 2014–2015 | Meksyk | Liga MX    | 13  | 0 | —  | — | LMC      | 3 | 0 | 16  | 0  |
| UANL       | 2014–2015 | Meksyk | Liga MX    | 1   | 0 | —  | — | CL       | 1 | 0 | 2   | 0  |
| Pachuca    | 2015–2016 | Meksyk | Liga MX    | 17  | 1 | 10 | 1 | —        | — | — | 27  | 1  |
| Morelia    | 2016–2017 | Meksyk | Liga MX    | 0   | 0 | 0  | 0 | —        | — | — | 0   | 0  |
| Ogółem     | Ogółem    | Ogółem | Ogółem     | 131 | 9 | 23 | 1 | LMC + CL | 5 | 0 | 159 | 10 |

- LMC – Liga Mistrzów CONCACAF
- CL – Copa Libertadores

### Reprezentacyjne
| Meksyk | Meksyk | 2014   | 2 | 0 | — | — | — | — | — | 2 | 0 |
| Ogółem | Ogółem | Ogółem | 2 | 0 | — | — | — | — | — | 2 | 0 |